# Vụ thử hạt nhân của Bắc Triều Tiên tháng 9 năm 2016
Chính phủ Cộng hòa Dân chủ Nhân dân Triều Tiên đã tiến hành một vụ nổ hạt nhân vào ngày 9 tháng 9 năm 2016 tại Bãi thử hạt nhân Punggye-ri, khoảng 30 dặm (48 kilômét) về phía tây bắc của thành phố Kilju trong hạt Kilju.

## Bối cảnh
Triều Tiên đã tiến hành thử nghiệm hạt nhân 8 tháng trước đó vào tháng 1 năm 2016 và đã khiến cộng đồng quốc tế lên án mạnh mẽ. Mặc dù Trung Quốc và Nga đã lên tiếng yêu cầu Triều Tiên quay trở lại với đàm phán sáu bên, Triều Tiên tiếp tục duy trì tham vọng hạt nhân và tên lửa của nước này.

## Vụ nổ và các ước tính quy mô
Theo Hàn Quốc và Nhật Bản, ước tính quy mô hạt nhân của vụ nổ là tương đương với khoảng 10 kilotons TNT (10 kt) tạo ra khoảng một sốc địa chấn cường độ 5,3 Richter.
Tuy nhiên, Jeffrey Lewis của Viện Nghiên cứu Quốc tế Middlebury tại California nói với Reuters rằng các vụ nổ có quy mô ít nhất 20 đến 30 kt TNT. Đánh giá này được các phương tiện truyền thông nước ngoài đăng lại. Với quy mô nói trên, vụ thử hạt nhân  này mạnh hơn "Little Boy", quả bom hạt nhân do Hoa Kỳ ném xuống thành phố của Nhật Bản Hiroshima vào cuối thế chiến II. Lewis nói rằng vụ nổ này là vụ nổ quy mô lớn nhất của Triều Tiên từ trước tới nay và đã bình luận rằng ngày của vụ nổ là một ngày buồn do điều này chứng tỏ Triều Tiên đã tiến bộ đáng kể trong công nghệ liên quan đến hạt nhân và tên lửa.
Quân đội Nhật Bản đã cử hai máy bay quân sự T-4 với thiết bị chuyên dụng đến đo phóng xạ trong không khí trong khi tổng thống Hàn Quốc, Park Geun-hye đã lên án Kim Jong-un là "điên cuồng và liều lĩnh" sau khi vụ thử nghiệm diễn ra.

## Phản ứng của Triều Tiên
Hãng Thông tấn Trung ương Triều Tiên không ra thông cáo ngay sau khi vụ thử hạt nhân diễn ra, thay vào đó KCNA đăng đoạn phim lưu trữ của người sáng lập đất nước Kim Nhật Thành, và của con trai ông và cựu lãnh đạo Kim Chính Nhật. Tuy nhiên vào lúc 13:50 giờ Bình Nhưỡng truyền thông trong nước KCNA xác nhận rằng đây là lần thử hạt nhân thứ năm và các đầu đạn hạt nhân có thể được gắn kết với một tên lửa. Vụ thử nghiệm hạt nhân cũng được Associated Press, một trong số ít các tổ chức truyền thông phương Tây có văn phòng tại Triều Tiên, tường thuật lại.

## Phản ứng quốc tế
Thử nghiệm hạt nhân của Triều Tiên đã được tiến hành nhằm thách thức cộng đồng quốc tế, và đã bị dư luận quốc tế lên án.
Tổng thống Hoa Kỳ Barack Obama, tổng thống Hàn Quốc Park Geun-hye, và thủ tướng Nhật Bản Shinzo Abe đã thống nhất "thực hiện các biện pháp quan trọng, bao gồm cả các trừng phạt mới, để chứng minh cho Triều Tiên hiểu rằng những hành động bất hợp pháp và nguy hiểm của nước này sẽ phải chịu hậu quả." Mỹ, Hàn Quốc và Nhật Bản ngay lập tức yêu cầu một cuộc họp kín khẩn cấp của Hội đồng Bảo an Liên Hợp Quốc. Trong một tuyên bố đưa ra vào ngày 9 tháng 9, Hội đồng mạnh mẽ lên án vụ thử hạt nhân và nói rằng Hội đồng sẽ tiến hành " những biện pháp đáng kể hơn nữa" nhằm đáp trả như đã cam kết khi có một hành vi vi phạm xảy ra một lần nữa. Tuyên bố nói trên chỉ rõ các hành động phi quân sự như lệnh trừng phạt sẽ được thực hiện theo Điều 41 của Hiến chương Liên Hợp Quốc.